# Астон Тауншип (округ Делавер, Пенсільванія)
Астон Тауншип (англ. Aston Township) — селище (англ. township) в США, в окрузі Делавер штату Пенсільванія. Населення — 16 791 особа (2020).

## Демографія
Згідно з переписом 2010 року, у селищі мешкали 16 592 особи в 5945 домогосподарствах у складі 4228 родин. Було 6091 помешкання
Расовий склад населення:
| - 94,3 % — білих - 2,8 % — чорних або афроамериканців - 1,6 % — азіатів - 0,1 % — корінних американців |

До двох чи більше рас належало 0,9 %. Частка іспаномовних становила 1,6 % від усіх жителів.
За віковим діапазоном населення розподілялося таким чином: 20,8 % — особи молодші 18 років, 64,2 % — особи у віці 18—64 років, 15,0 % — особи у віці 65 років та старші. Медіана віку мешканця становила 40,0 року. На 100 осіб жіночої статі у селищі припадало 91,0 чоловіків;  на 100 жінок у віці від 18 років та старших — 87,8 чоловіків також старших 18 років.
Середній дохід на одне домашнє господарство  становив 86 680 доларів США (медіана — 78 519), а середній дохід на одну сім'ю — 100 860 доларів (медіана — 91 280). Медіана доходів становила 64 860 доларів для чоловіків та 48 574 долари для жінок. За межею бідності перебувало 2,9 % осіб, у тому числі 2,1 % дітей у віці до 18 років та 6,8 % осіб у віці 65 років та старших.
Цивільне працевлаштоване населення становило 8390 осіб. Основні галузі зайнятості: освіта, охорона здоров'я та соціальна допомога — 27,2 %, роздрібна торгівля — 10,6 %, науковці, спеціалісти, менеджери — 10,0 %, виробництво — 9,5 %.